# هیرنیک
شهر هیرنیک (به روسی: Гірник) در استان دونتسک در کشور اوکراین قرار دارد. جمعیت این شهر ۱۴٬۲۰۷ نفر  است.